# Calle 13
A Calle 13 (ejtsd: kájje tresze) rap rockot és rap fusiónt játszó Puerto Ricó-i együttes. Vezetői René Pérez Joglar alias Residente (Rezidens) és féltestvére Eduardo Cabra Martínez alias Visitante (Látogató). René énekes, zeneszerző és zenei producer, Eduardo pedig zeneszerző, hangszerelő, az együttes zenei igazgatója, aki több hangszeren is játszik, többek között zongorán, melodikán, elektromos gitáron. Mindkettőjüknek féltestvére Ileana Cabra Joglar (akkori művésznevénPG-13, 2015 óta iLe) adja az együttes női szólamát.
Az együttest eklektikus zenei stílus jellemzi, amely nagyon különböző irányzatokat ötvöz, többek között olyanokat, mint a rap,  a rock, a ska, a merengue, a bossa nova, balkáni zene, latin-amerikai népzene, cumbia colombiana, cumbia villera, candombe, salsa, afrobeat, elektronikus zene, időnként pedig nem hagyományos hangszereket is használnak. Kezdetben reggaeton zenekarnak tartották őket, ám ettől a stílustól hamarosan elhatárolódtak. Szatirikus dalszövegeik révén is ismertek, ezekben egyfajta társadalmi véleménynyilvánítást fogalmaznak meg aktuális latin-amerikai politikai és kulturális témákkal kapcsolatban.
Az együttes 22 Latin Grammy-díjat nyert és ezzel csúcstartók a díjazottak között, továbbá magukénak mondhatnak három Grammy-díjat is. Nagyon gyorsan népszerűek lettek egész Latin-Amerikában, majd később Spanyolországban és más nyugat-európai országokban is. Az együttesre nagy hatással volt Vico C Puerto Ricó-i művész.

## Történet

### Az együttes megalakulása
A két fiútestvér René Pérez Joglar és Eduardo José Cabra 1978-ban született Trujillo Altóban, Puerto Rico fővárosának San Juannak a szomszédságában; mindketten középosztálybeliek. Kétéves korukban ismerték meg egymást, amikor az elsőnek az anyja férjhez ment a másodiknak az apjához. Később a szülők elváltak, ám a testvérek tartották a kapcsolatot és fennmaradt közöttük a jó viszony. Az együttes neve és a tagok ragadványneve, azaz a „Residente” illetve a „Visitante” is gyerekkorukból származik, mert abban az időben René a 13. utcában (Calle 13) lakott és ott látogatta őt rendszeresen Eduardo. A házhoz érve, ahol az első gyerek lakott, úgy kellett bejelentkezniük a biztonsági őrnél, mint „rezidens” vagy „látogató”.
René imázzsal, formatervezéssel és animációval kapcsolatos művészeti tanulmányokat folytatott,  míg Eduardo hatéves korától kezdve kifejezetten zenét tanult, amit felsőbb iskolái mellett is folytatott, miközben egyetemi fokozatot szerzett informatikából majd könyvelésből.
Miután befejezték tanulmányaikat, közös zenefelvételbe kezdtek azzal az elképzeléssel, hogy munkáikat feltöltik egy webhelyre, kezdve a La Tripleta és a La Aguacatona című demófelvételekkel. Egy évvel ezután kapcsolatba kerültek a  White Lion lemezkiadóval, és amikor a márka tulajdonosa, Elías de León belehallgatott a testvérek által küldött anyagba, azonnal találkozni akart az akkor éppen építészeti rajzolóként tevékenykedő Renével, hogy együtt dolgozzanak.

### A Calle 13 debütálása
2005-ben jelent meg a Calle 13 első videóklipje, ami első kislemezüknek felel meg és amelynek 14 ezer amerikai dollárra rugó költségét a White Lion finanszírozta. A forgatást és a szerkesztést is Residente végezte egyik unokatestvére segítségével. A dalt elég sokszor lehetett hallani Puerto Rico rádióadóin. Másrészt Elías de León megismertette Residentét Julio Voltióval, aki szintén az ő cégének csinált felvételeket. Ennek révén a Calle 13 közreműködött Voltio Chulin culin chunfly című reggaeton dalában, amely megjelenésekor rögtön jelentős sikert aratott.
Ugyanazon év szeptember 24-én az interneten megjelentették a Querido FBI (Kedves FBI!) számot, mindössze harminc órával azután, hogy meggyilkolták Filiberto Ojeda Ríost, a Los Macheteros nacionalista csoport vezetőjét, aki  Puerto Ricónak az Amerikai Egyesült Államoktól való függetlenségét követelte. A dal, amit Residente a gyilkosság hátterében álló Szövetségi Nyomozóiroda ellen írt, több helyi sajtóorgánumban is megjelent és hatalmas visszhangot keltett.
2005 novemberében jelent meg első albumuk, a Calle 13, ami a Billboard Top Latin Albums listáján a hatodik helyig jutott és helyi szinten jó fogadtatásban részesült.
A következő hónapban Puerto Rico kormányzója, Aníbal Acevedo Vilá tetszését nyilvánította az együttes zenéje iránt és meghívta őket La Fortalezába, hogy decemberben vegyenek részt egy kampányban az újévi levegőbe lövöldözés ellen, ami általános szokás a szigeten. A kampány jelszava az volt, hogy a „A golyók nem jutnak a mennybe! A gyerekek igen!”, és ez vezetett ahhoz, hogy az együttes megkomponálta La ley de gravedad (A gravitáció törvénye) című művét. Ez a jó viszony Acevedóval az elkövetkező években is folytatódna, de visszájára fordul, amikor 2010-ben a Digo lo que pienso (Azt mondom, amit gondolok) című számban tiltakoznak a Telekommunikációs Felügyelő Tanács által gyakorolt cenzúra ellen.
Noha az együttes bemutatkozó albuma jó fogadtatásra talált otthon, külföldön csak 2006-ban, az Atrévete-te-te kislemez megjelenése után figyeltek fel rájuk, kezdetben Kalifornia déli részén, majd még abban az évben három Latin Grammy-díjat nyertek A legjobb új előadó, A legjobb urban zenei album és A legjobb rövidfilm videó kategóriában. Ugyanebben az évben közreműködtek a kanadai Nelly Furtado No hay igual című kislemezének az új verziójában, amihez videóklip is készült. Ebben az évben az MTV Latin-Amerikai Díjátadóján a Calle 13 részt vett Furtado fellépésében, maga az együttes pedig nyertes lett Az év ígéretes művésze kategóriában. Az esemény után az MTV Networks meghívta Nelly Furtadót és a Calle 13-t, hogy vegyenek részt az MTV Tr3́s csatorna premierjén, amely azokat a 13 és 25 év közötti, spanyolajkú latin-amerikaiakat vette célba, akik az Amerikai Egyesült Államokban éltek és annak kultúráját sajátították el. A Calle 13 sikere tovább nőtt, az internet révén pedig tömegessé vált Latin-Amerikában és Spanyolországban, különösen azután, hogy a New York Times 2006 októberében azt írta Residentéről, hogy „ő az első értelmiségi, aki sztárrá vált a reggaeton műfajban”.

### Az egyedi hangzásvilág kialakítása

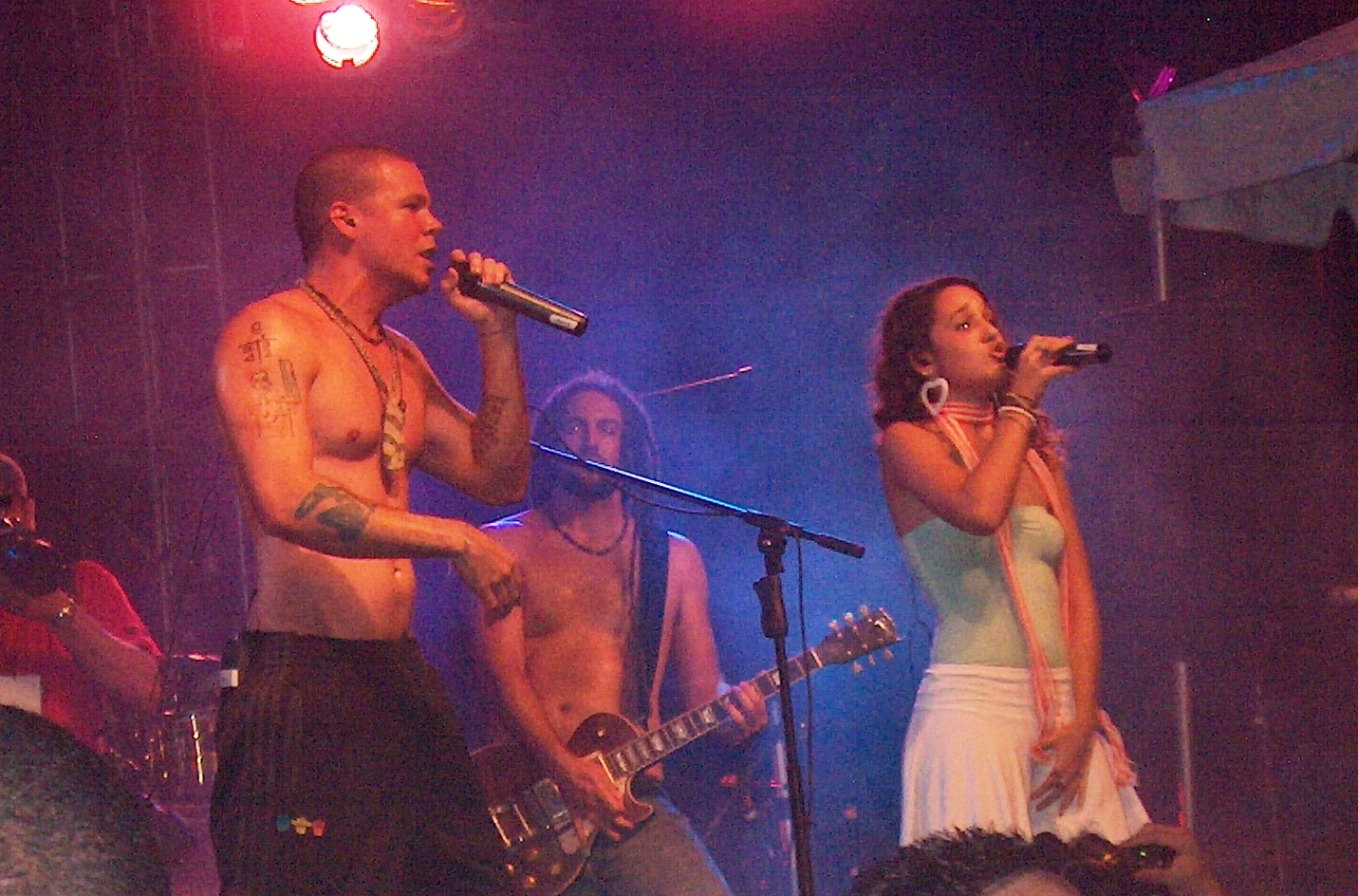
Residente és PG-13 2008-ban a 34. Apoyo Claridad Fesztiválon, San Juan, Puerto Rico

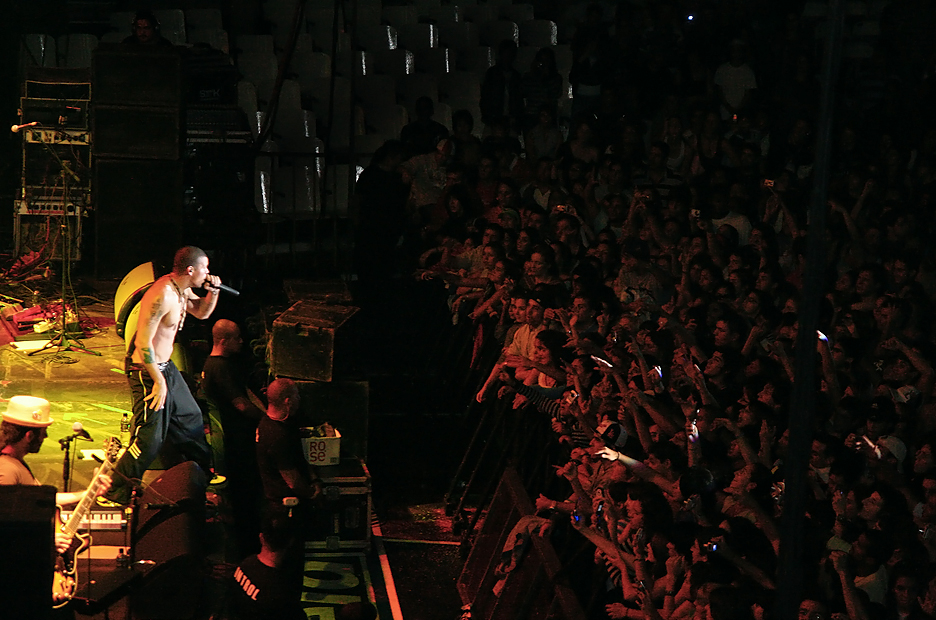
A Calle 13 egy 2008. márciusi koncerten a Palacio Peñarolban. Montevideo, Uruguay

2007. április 24-én jelent meg a Calle 13 második, Residente o Visitante (Rezidens vagy Látogató) című albuma, amelynek elkészítésében több művész is közreműködött, úgymint Gustavo Santaolalla a Bajofondóval, La Mala Rodríguez, Tego Calderón, a kubai Orishas együttes és Vicentico. Ezen kívül az Algo con sentido dalban énekelt első alkalommal az együttes hivatalos felvételén Residente és Visitante lánytestvére, Ileana Cabra Joglar, alias PG-13, aki már egy évvel korábban részt vett a élő koncertelőadásokon és aki nem sokkal ezután hivatalosan is az együttes második szólamát vitte. Ragadványnevét unokatestvére, Marcel javasolta a filmek korhatár-besorolására hivatkozva, mivel a lány akkor még kiskorú volt.
Az album gyorsan a Billboard Top Latin Albums első helyére került, ráadásul az MTV Tr3́s is népszerűsítette, gyakran adták a Tango del pecado kislemeznek a videóklipjét. Ebben az évben ismét két Latin Grammy-díjat nyertek A legjobb urban zenei album és A legjobb urban zenei dal kategóriában.
2008. október 7-én jelent meg harmadik stúdióalbumuk, a Los de atrás vienen conmigo (Akik velem jönnek), amely zeneileg rendkívül sokrétű. Az együttes tagjai különböző stílusokkal kísérleteznek, az urban zenétől kezdve a candombén át az elektronikus zenéig bezárólag. A lemezen közreműködik Café Tacuba a  No hay nadie como tú számban, és Rubén Blades közösen az argentin La Chilinga ütős együttessel a La perlában. Mind az album, mind pedig a két kislemez kiváló kritikát kapott.

### Társadalmi szerepvállalás
2009 júliusában Residente és Visitante megjelentette a Sin mapa (Térkép nélkül) című dokumentumfilmet, amit az MTV csatornahálózat mutatott be és ami feltárja, hogyan talált rá az együttes saját identitására, ami szorosan kötődik a latin-amerikai valósághoz és a társadalmi mondanivalóhoz. Gabriel Cabra Joglar (mindkettőjüknek testvére), Ismael Cancel (az együttes dobosa) és Brian Rodríguez (az együttes biztonsági felelőse) kíséretében interjú készül a két testvérrel egy turné során, amely Nicaraguában kezdődik, majd Peruban és Machu Picchuban, Venezuelában és Kolumbiában folytatódik. Ezzel egy időben képek jelennek meg a koncertekről, egyik pillanatról a másikra híressé válnak, ami a második albumukon a La fokin' moda című dalban is megjelenik.
Ugyanazon év október 15-én Residente és Nelly Furtado házigazdaként vesznek részt az MTV 2009 Díjátadón, amit egyenes adásban közvetítenek Kaliforniából, a Universal City-ben lévő Gibson Amphitheatre-ből. Fellépései során Residente számos esetben élt az alkalommal, hogy politikai nézeteit kinyilvánítsa. Olyan pólókat viselt, amelyekre a rajongóitól a Twitteren üzeneteket írták rá. Az alábbiakban néhány ilyen üzenet következik: „Chávezt jelölték a legjobb pop előadói címre”, utalva a venezuelai elnökre; „Mercedes Sosa sonará X 100pre”, magyarul „Mercedes Sosa örökké szólni fog”, emlékezve az épp akkor elhunyt dalszerző énekesnőre, akivel ugyanabban az évben együtt vették fel Cantora, un viaje íntimo albumának Canción para un niño en la calle című számát; „Éljen a szabad Puerto Rico!”, követelve a szigetország függetlenségét; „Michelettire a Pinocheti rímel”, amivel a 2009-es hondurasi államcsínyt az 1973-as chilei államcsínyhez hasonlítja; „Uribét a katonai bázisokra”, utalva a kolumbiai paramilitáris erők leszerelésére Uribe elnöksége alatt; „Fortuño elkerüli ezt a tojást”, amivel burkoltan egy Puerto Ricóban történt incidensre céloz, amikor egy ottani lakos tojást dobott a sziget kormányzójára, hogy ezzel mutassa ki elégedetlenségét a közalkalmazottak tömeges elbocsátása miatt; és „Méxikó sosem felejt, 68/okt/2”, az 1968-ban Mexikóban elkövetett  tlatelolcói mészárlásra. Ezek az üzenetek megosztották a sajtót és a közvéleményt. Egyik következményük, hogy az Uribét támadó üzenetek miatt Manizales elöljárósága törölt egy koncertet, amit a Calle 13 az említett városban tervezett. A szóban forgó díjkiosztáson a Calle 13 lett a nyertes A legjobb urban zenei előadó kategóriában.
Ebben az évben az együttes öt Latin Grammy-díjat nyert, Az év legjobb urban zenei albuma és Az év albuma díjat a Los de atrás vienen conmigo számért, A legjobb zenei rövidfilm díjat a La Perla dalért, és A legjobb alternatív dal valamint Az év felvétele díjat a No hay nadie como tú dalért.
2010. október 26-án kiadták negyedik lemezüket, a Entren los que quieran-t, amelynek  Calma pueblo kislemezénél közreműködött az experimentális rockot játszó The Mars Volta.
2013. november 13-án jelent meg a Multi Viral című videóklipjük, a felvételen közreműködik a WikiLeaks-alapító alapító Julian Assange, Kamilya Jubran palesztin énekes és Tom Morello amerikai gitáros.
2013 decemberében bejelentették, hogy következő albumuk Multi Viral címen jelenik meg. Mivel úgy döntöttek, hogy nem hosszabbítják meg szerződésüket a Sony Music Latin kiadóval, saját céget alapítottak El Abismo néven.

## Zenei stílus

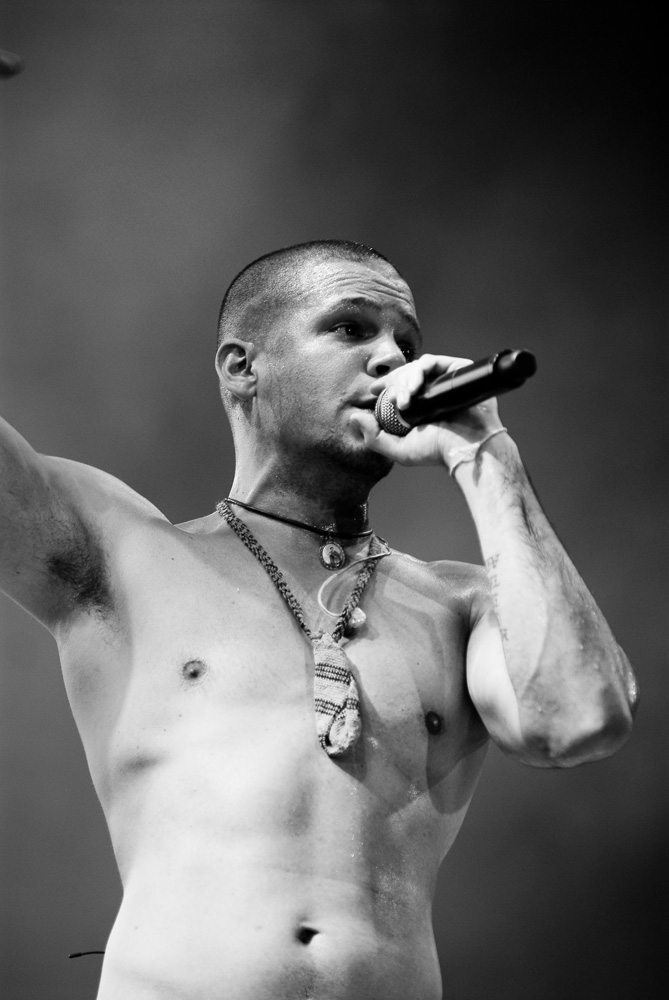
Residente fellépése a mexikói Veracruzban 2009. augusztus 29-én

Annak ellenére, hogy a Calle 13 című első lemezük miatt sokan a reggaeton címkével jelölték az együttes zenéjét, próbáltak eltávolodni a stílustól. Professzionális zenész lévén Visitante igyekszik különböző stílusokat egyesíteni a zenekar dalaiban. Az első kislemezek dzsessz, bossa nova és salsa elemeket tartalmaznak, míg legutóbbi dalaikban cumbia, tangó, elektronikus zene és más elemek is fellelhetők. Legutóbbi latin-amerikai körútjaik során különböző zenei elemeket vettek fel, attól függően, hogy éppen hol léptek fel, közben dalaik többségében megtartották a reggaeton hagyományos  „Dem Bow” ritmusát, például a Tango del Pecado kislemezen és a Suave remixében.
Az énekes Residente kitart zenéje speciális műfaji besorolása mellett, nem nevezi sem urbannak sem pedig egyszerűnek. Világossá tette, hogy a tradicionális reggaetonnal szemben a hiphopot részesíti előnyben. Testvérével együtt úgy érvelnek, hogy első, névadó albumuk tizenöt dalából csak háromban, a Residente o Visitante albumon lévő tizenöt dalból pedig mintegy négyben fordul elő reggaeton ritmus. Residente a következőt mondta a csoport stílusáról: „Szeretem vegyíteni a dolgokat, úgy ahogy  a La jirafa-ban. Az Amélie című film zenei témáját brazil dobokkal kombináljuk. Ez egy nagyszerű dal, ami egy nőnek, de mindenekelőtt Puerto Ricónak tett szerelmi vallomás. Azt hiszem, az embereknek azért tetszik a zenénk, mert – legyen szó szexualitáról vagy politikáról – nagyon hiteles”.
Residente zenei stílusát részben az a lírai megközelítés inspirálta, amit  Vico C, az Ice Cube, LL Cool J, Tupac Shakur, Notorious B.I.G., Snoop Dogg, Cypress Hill, Beastie Boys, Los Prisioneros, Nas, Big L, Crass,  a Tempo, a Mexicano 777, Croneylardo és Tego Calderón használ, ám törekszik rá, hogy minimalizálja a műfajban közhelynek számító nyílt konfrontációt a többi rapperrel, amit  a Puerto Ricó-i nyelvjárásban tiraderának (lövöldözés) neveznek. Igyekszik elkerülni a reggaeton zenében jellemző „gangsta jelölt megjelenést”. Residentét a szarkazmussal, szatírával, paródiával teli lírai stílus és a vitát kavaró témák fémjelzik, amit egyes kritikusok és rajongók Eminemhez kötnek. Jason Birchmeier az Allmusictól azt írja, hogy Residente lírai stílusa és az előadásmód „kerüli a reaggeton közhelyeit, ami egészséges humorérzékében és szinte buffóian szarkasztikus megközelítésében nyilvánul meg... Egy olyan világ, ami távol áll a reaggeton énekesek többségét jellemző dicsekvéstől, az őket kísérő arroganciától, mert hiányoznak belőle a nőgyűlöletre és az utcai erőszakra utaló obligát sziporkák”. Residente nagy mértékben használ Puerto Ricó-i argót (amiben néha jó adag spanglish van) és allegóriákat is. Pályafutása elején azt mondta, csak spanyol nyelven kíván dalszöveget írni, ugyanakkor nemrég bejelentette, hogy elkezdett angolul írni, hogy kommunikálhasson az angol nyelvű hallgatósággal.
Residente sajátos költészetében a témaválasztás széles körű és eklektikus. Híres emberek és elismert ikonok neveit említi meg dalaiban (néha pedig kigúnyolja őket), például Diddy-t és Pablo Escobart a Pi-Di-Di-Di (La especialidad de la casa) dalban; Mickey egeret, Redmant, The Notorious B.I.G.-et, Eazy-E-t, B-Realt, Snoop Doggot, Nast és 2Pacot a Tengo hambre-ban; 50 Centet a La Crema-ban; Madonnát és Michael Jacksont („Akarom mondani, Maradona”, mondja Residente) a Sin Exagerar-ban; a Puerto Ricó-i énekesnőt, Nydia Carót (sok szeretettel) La era de la copiaera-ban; Mészáros Abdullahot a Tributo a la policía-ban. Legvitatottab száma a Querido F.B.I., amellyel az FBI-t veszi célba. Az A limpiar el sucio című dalról az a hír járja, hogy (nem is nagyon) burkolt támadás  Milly Cangiano Puerto Ricó-i bulvárújságíró ellen. A Que lloren-ben megemlíti még a következőket is: Luis Miguel, Juan Gabriel, Osvaldo Rios, Lubriel, az Emanuel együttes, Amanda Miguel, Debbie Azteca és Oszáma bin Láden, a Calma pueblo-ban pedig a Beatlest. Közvetett módon utal még az alábbiakra: Daddy Yankee, Wisin & Yandel, Don Omar, továbbá a WY Records és az El Cartel Records lemezkiadók.
Visitantéra viszont erősen hatott az elektronikus és a világzene, valamelyest a latin-amerikai folklór és a könnyűzene is. Beszélt arról is, hogy milyen nagy hatással volt rá a közép-európai zene, például a Fanfare Ciocărlia (többek között közös fellépésük a roma Kaloome együttessel, akiket úgy is hívnak, hogy „A cigányok királyai és királynői”) és Emir Kusturica együttese, a No Smoking Orchestra. Élőben Visitantét számos hangszeren láthatjuk játszani: elektromos gitáron, szintetizátorokon, harmonikán, melodikán, Puerto Ricó-i cuatrón és tereminen is.

## Tagok
Alapító tagok
- Residente (René Pérez Joglar) – fronténekes
- Visitante (Eduardo Cabra Martínez) – gitár, melodika, szájharmonika, zongora, szintetizátor, cuatro, harmonika, 
keyboard, bendzsó, ukulele, hegedű, orgona, teremin, kalimba és más hangszerek
- PG-13 – vokál

Kísérő együttes
- Andrés Cruz – dobfelszerelés
- Héctor Barez – konga
- Arturo Verges – harsona
- Víctor Vázquez – szaxofon
- Ismael Cancel – dobfelszerelés
- Jonathan González – basszusgitár
- Jerry D Medina – trombita
- Michael Santana – klarinét

## Humanitárius kampányok

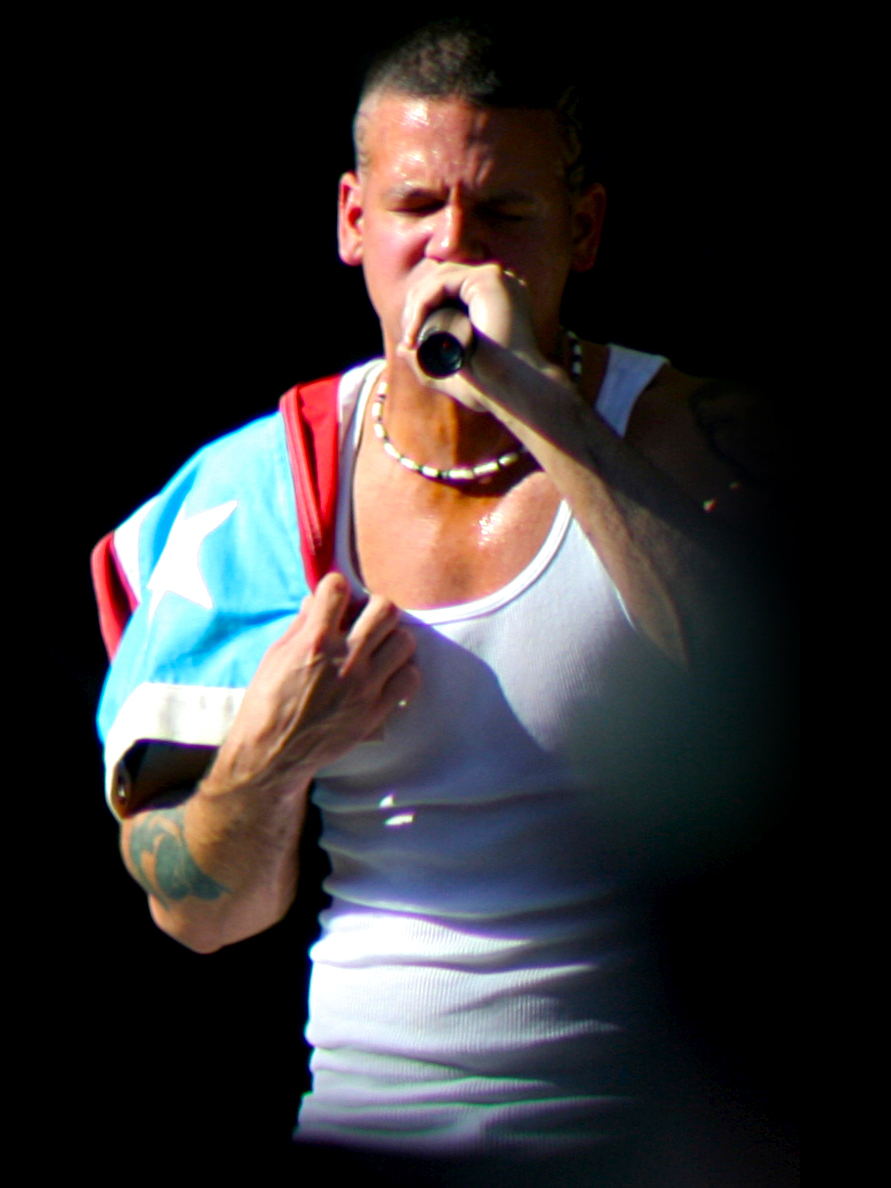
Residente az USA-ban egy New York-i koncerten Puerto Rico zászlajával

A Calle 13 Latin-Amerikában különböző jótékonysági kampányokat irányított és vett részt bennük. 2010. november 24-én az együttes  Bizalmas és interaktív címmel koncertet adott Argentína fővárosában Buenos Airesben, amelyet a MuchMusic szervezett és amelyen a belépőjegyekért egy doboz csecsemő tápszerrel fizettek, amit aztán a Semiyeró szervezet szükségkonyháinak adományoztak.
Ugyanebben az évben részt vettek egy ingyenes fesztiválon a Plaza de Mayón, amelynek az volt a célja, hogy igazságszolgáltatást követeljenek a baloldali Argentin Munkáspárt élharcosának, Mariano Ferreyrának a meggyilkolásáért.
2011 februárjában a Calle 13 három előadást tartott a Buenos Aires-i Luna Parkban, ahol a Borda Kulturális Központ részére gyűjtöttek tanszereket, hogy ezzel támogassák a Borda Kórháznak a mentális betegségben szenvedő pácienseknek nyújtott művészetterápiás kezeléseit. Miután Puerto Rico nem lett tagja a Latin-amerikai és Karibi Államok Közösségének (CELAC), áprilistól kezdve Residente még határozottabb magatartást mutat az Egyesült Államoktól való elszakadás kérdésében. Novemberben El Salvadorban adtak egy koncertet és az ebből származó bevételt szárazbab és rizs beszerzésére fordították, hogy ezzel támogassák azoknak az intenzív esőzéseknek a kárvallottjait, amelyek az országban egy hónappal korábban két héten át tartottak, 34 halottat és több tízezer károsultat hagyva maguk után.
2012 júliusában az MTV Exittel és az UNICEF-fel közösen az együttes megjelentette a Láthatatlan rabszolgák (Esclavos invisibles) című dokumentumfilmet, amely a Latin-Amerikában zajló emberkereskedelemről szól. A filmet Spanyolországban is bemutatták, a madridi Casa de Americában. Ugyancsak az UNICEF támogatásával még abban az évben közös kampányba kezdtek az Amnesty Internationallel a fegyvertatás ellen Puerto Ricóban és Latin-Amerikában. A kampánykezdet egybeesett a  La bala (A töltény) kislemez videóklipjének a bemutatójával, a kolumbiai Simón Brand rendezésében. November 25-én Mexikóban részt vettek a Ciudad de Durangói Fesztiválon, ahol ötszáz koncertjegyet téli ruháért adtak cserébe, amelyet rászoruló családoknak adományoztak.
A Calle 13 tagjai sokszor szót emeltek az ingyenes közoktatás érdekében olyan latin-amerikai országok esetében, mint a Dominikai Köztársaság, Puerto Rico, Kolumbia és Chile. Például 2011-ben a Grammy-díj átadásakor
tiltakoztak a kolumbiai XXX. törvény reformja ellen, ugyanakkor kiálltak a Puerto Ricó-i diákok harca, a  2011-2012-es chilei diáktüntetések mellett, és azért is, hogy a Dominikai Köztársaságban a bevételek 4%-át közoktatásra fordítsák.
Támogatásukról biztosították a Chilében mélyszegénységben élő mapucse indiánokat is, a velük kapcsolatos konfliktushelyzet máig megoldatlan; továbbá a mexikói YoSoy132 mozgalmat, amely megpróbálja felderíteni az ország tömegtájékoztatásának visszásságait; Puerto Ricóban a gázvezeték építésének a leállítását; Chilében a „Patagónia gátak nélkül” mozgalmat, amely az ország déli részén tervezett HidroAysén vízierőmű megépítése ellen tiltakozik.
Az együttes kampányainak és tüntetéseinek hatása a közösségi hálók révén felerősödött. 2013-ban Puerto Rico kormányzója, Alejandro García Padilla két alkalommal is idézte Residentétől „Az oktatás az új forradalom” kifejezést, amely az énekesnek egy közösségi hálókon megosztott beszédéből származik.

„Az oktatás a mi új forradalmunk, nem a puska. Itt szavakkal lőnek, tudással gyilkolnak, gerilláink a könyvek.”

– Residente Calle 13

## Diszkográfia

### Stúdióalbumok
- 2005 – Calle 13
- 2007 – Residente o Visitante
- 2008 – Los de atrás vienen conmigo
- 2010 – Entren los que quieran
- 2014 – Multi Viral

### Kislemezek
| - 2005 - Se vale to-to - 2005 - ¡Atrévete-te-te! - 2005 - Suave - 2005 - La jirafa - 2005 - Querido FBI - 2007 - Tango del pecado - 2007 - La cumbia de los aburridos - 2007 - Pal norte - 2007 - Un beso de desayuno - 2008 - Que lloren | - 2008 - No hay nadie como tú - 2008 - Electro movimiento - 2008 - La Perla - 2008 - Fiesta de locos - 2010 - Calma pueblo - 2010 - Vamo' a portarnos mal - 2010 - Baile de los pobres - 2010 - Muerte en Hawaii - 2011 - Latinoamérica - 2011 - Prepárame la cena | - 2011 - La vuelta al mundo - 2011 - La bala - 2013 - Multi_Viral - 2014 - Adentro - 2014 - El aguante - 2014 - Ojos color sol - 2014 - Los idiotas - 2014 - Respira el momento - 2014 - Gato que avanza perro que ladra |

### Kiadatlan stúdiófelvételek
- La ley de gravedad
- Tributo al policía
- Japón
- Crash

### Közreműködések
- 2006 – No hay igual (Nelly Furtado Loose című albuma)
- 2009 – Canción para un niño en la calle (Mercedes Sosa Cantora, un viaje íntimo című albuma)[15]
- 2010 – Gordita (canción)|Gordita (Shakira Sale el sol című albuma)
- 2013 – Madre Tierra (David Draco Rosa Vida című albuma )[43]

## Videók
- 2005 – Se vale to-to
- 2005 – Querido F.B.I.
- 2005 – ¡Atrévete-te-te!
- 2005 – Suave
- 2005 – La jirafa
- 2006 – Chulin culin chunfly (Julio Voltio közreműködésével)
- 2006 – Chulin culin chunfly remix (közreműködik Julio Voltio és Three Six Mafia)
- 2006 – No hay igual (Nelly Furtado közreműködésével)
- 2007 – Tango del pecado (Bajofondo, Gustavo Santaolalla, Julio Voltio és Tengo Calderón közreműködésével)
- 2007 – Pa'l norte (Orishas közreműködésével)
- 2007 – La cumbia de los aburridos
- 2007 – El mellao (Julio Voltio közreműködésével)
- 2008 – Un beso de desayuno
- 2009 – No hay nadie como tú (Café Tacuba közreműködésével)
- 2009 – Electro movimiento (Cuci Amador Afrobeta közreműködésével)
- 2009 – La Perla (Rubén Blades és a népszerű argentin ütős iskola, a La Chilinga közreműködésével)
- 2009 – Fiesta de locos
- 2010 – Crashhh!!!
- 2010 – Calma pueblo (Omar Rodríguez-López közreműködésével)
- 2010 – John el esquizofrénico
- 2010 – Vamo' a portarnos mal
- 2011 – Baile de los pobres (Diego Luna megfilmesítésében )
- 2011 – Latinoamérica
- 2011 – Muerte en Hawaii
- 2012 – La bala
- 2012 – La vuelta al mundo
- 2013 – Multi_Viral (közreműködik Julian Assange, Tomo Morello, Kamylia Jubran) (Lyric Vídeo)
- 2014 – Adentro
- 2014 – El aguante
- 2014 – Ojos color sol (közreműködik Silvio Rodríguez)
- 2014 – Así de grandes son las ideas
- 2015 – La vida (Respira el momento) (közreműködik Vernon Foster)

### Dokumentumfilmek
- 2009 – Sin mapa
- 2012 – Esclavos invisibles

## Díjak és elismerések
A Calle 13 összesen 22 Latin Grammy-díjat nyert, és 2014 végén ők lettek a listavezetők, megelőzve Juanest, aki 19 díjat  mondhat a magáénak. Nyertek továbbá három Grammy-díjat is.
Albumaik és dalaik premizálásán túl számos esetben nyert elismerést társadalmi elkötelezettségük. 2012. március 12-én a texasi Austinban rendezett SXSW Interactive Fesztiválon magkapták a Forradalom Vezetői-díjat a közösségi hálókon keresztül kifejtett hozzájárulásaikért. Ugyanabban az évben június 1-én elnyerték az argentin Universidad Nacional de La Plata (La Plata Nemzeti Egyetem) Újságírói és Tömmegkommunikációs Kara által adományozott Rodolfo Walsh-díjat. Végül 2012. szeptember 16-án az Amnesty International 2012 Lelkiismereti Hírvivőjeként ismeri el a Calle 13-t „társadalmi kötelezettségvállalásukért és a latin-amerikai fiatalokkal való azonosulásukért”.
Latin Grammy-díjak
| Év   | Díj                                 | Mű                           | Eredmény |
| ---- | ----------------------------------- | ---------------------------- | -------- |
| 2006 | A legjobb új előadó                 | Calle 13                     | Nyertes  |
| 2006 | A legjobb urban zenei album         | Calle 13                     | Nyertes  |
| 2006 | A legjobb rövid zenei videó         | Atrévete-te-te               | Nyertes  |
| 2007 | A legjobb urban zenei album         | Residente o Visitante        | Nyertes  |
| 2007 | A legjobb urban zenei dal           | Pa'l norte                   | Nyertes  |
| 2007 | Az év albuma                        | Residente o Visitante        | Nevezés  |
| 2007 | A legjobb rövid zenei videó         | Tango del pecado             | Nevezés  |
| 2009 | A legjobb rövid zenei videó         | La Perla                     | Nyertes  |
| 2009 | A legjobb urban zenei album         | Los de atrás vienen conmigo  | Nyertes  |
| 2009 | Az év albuma                        | Los de atrás vienen conmigo  | Nyertes  |
| 2009 | A legjobb alternatív dal            | No hay nadie como tú         | Nyertes  |
| 2009 | Az év felvétele                     | No hay nadie como tú         | Nyertes  |
| 2011 | Az év albuma                        | Entren los que quieran       | Nyertes  |
| 2011 | A legjobb urban zenei album         | Entren los que quieran       | Nyertes  |
| 2011 | Az év dala                          | Latinoamérica                | Nyertes  |
| 2011 | Az év felvétele                     | Latinoamérica                | Nyertes  |
| 2011 | A legjobb alternatív dal            | Calma pueblo                 | Nyertes  |
| 2011 | A legjobb rövid zenei videó         | Calma pueblo                 | Nyertes  |
| 2011 | A legjobb urban zenei dal           | Baile de los pobres          | Nyertes  |
| 2011 | A legjobb tropical zenei dal        | Vamo' a portarnos mal        | Nyertes  |
| 2011 | Az év producere                     | Calle 13 és Rafael Arcaute   | Nyertes  |
| 2014 | Az év felvétele                     | Respira el momento           | Nevezés  |
| 2014 | Az év albuma                        | Multi Viral                  | Nevezés  |
| 2014 | Az év dala                          | Ojos color sol               | Nevezés  |
| 2014 | A legjobb urban zenei interpretáció | Adentro                      | Nevezés  |
| 2014 | A legjobb urban zenei album         | Multi Viral                  | Nyertes  |
| 2014 | A legjobb urban zenei dal           | Adentro                      | Nevezés  |
| 2014 | A legjobb alternatív dal            | El aguante                   | Nyertes  |
| 2014 | Az év producere                     | Eduardo Cabra Martínez       | Nevezés  |
| 2014 | A legjobb rövid zenei videó         | Adentro                      | Nevezés  |
| 2014 | Az legjobb rövid zenei videó        | Ojos color sol               | Nyertes  |
| 2014 | Az legjobb rövid zenei videó        | Así de grandes son las ideas | Nevezés  |

Grammy-díjak
| Év   | Díj                                               | Mű                          | Eredmény |
| ---- | ------------------------------------------------- | --------------------------- | -------- |
| 2006 | A legjobb latin rock, alternativ vagy urban album | Calle 13                    | Nevezés  |
| 2007 | A legjobb latin urban album                       | Residente o Visitante       | Nyertes  |
| 2009 | A legjobb latin rock, alternativ vagy urban album | Los de atrás vienen conmigo | Nyertes  |
| 2011 | A legjobb latin rock, alternativ vagy urban album | Entren los que quieran      | Nevezés  |
| 2014 | A legjobb latin rock, alternativ vagy urban album | Multi Viral                 | Nyertes  |

MTV Latinoamérica díjak
| Év   | Díj                          | Mű                 | Eredmény |
| ---- | ---------------------------- | ------------------ | -------- |
| 2006 | Az év ígéretes művésze       | Calle 13           | Nyertes  |
| 2009 | A legjobb urban zenei előadó | Calle 13           | Nyertes  |
| 2009 | Legjobb együttes vagy duó    | Calle 13           | Nevezés  |
| 2009 | Az év videója                | Electro Movimiento | Nevezés  |

Billboard Latin Music Awards
| Év   | Díj                       | Mű       | Eredmény |
| ---- | ------------------------- | -------- | -------- |
| 2006 | A legjobb reggaeton album | Calle 13 | Nevezés  |

Festival Internacional de la Canción de Viña del Mar
| Év   | Díj                                                             |
| ---- | --------------------------------------------------------------- |
| 2008 | - Ezüst Fáklya-díj - Arany Fáklya-díj - Ezüst Sirály-díj        |
| 2011 | - Ezüst Fáklya (visszautasították a fennmaradó díjak átvételét) |

Instituto Cubano de la Música
| Év   | Díj                            | Eredmény |
| ---- | ------------------------------ | -------- |
| 2010 | Premio Internacional Cubadisco | Nyertes  |

## Fordítás
- Ez a szócikk részben vagy egészben  a   Calle_13_(banda) című spanyol Wikipédia-szócikk ezen változatának fordításán alapul.  Az eredeti cikk szerkesztőit annak laptörténete sorolja fel. Ez a jelzés csupán a megfogalmazás eredetét és a szerzői jogokat jelzi, nem szolgál a cikkben szereplő információk forrásmegjelöléseként.